# Kino Springs (Arizona)
Kino Springs es un lugar designado por el censo ubicado en el condado de Santa Cruz en el estado estadounidense de Arizona. En el Censo de 2010 tenía una población de 136 habitantes y una densidad poblacional de 203,53 personas por km².

## Geografía
Kino Springs se encuentra ubicado en las coordenadas 31°21′51″N 110°48′35″O / 31.36417, -110.80972. Según la Oficina del Censo de los Estados Unidos, Kino Springs tiene una superficie total de 0.67 km², de la cual 0.67 km² corresponden a tierra firme y (0%) 0 km² es agua.

## Demografía
Según el censo de 2010, había 136 personas residiendo en Kino Springs. La densidad de población era de 203,53 hab./km². De los 136 habitantes, Kino Springs estaba compuesto por el 86.03% blancos, el 2.21% eran afroamericanos, el 0% eran amerindios, el 0% eran asiáticos, el 0% eran isleños del Pacífico, el 8.82% eran de otras razas y el 2.94% pertenecían a dos o más razas. Del total de la población el 62.5% eran hispanos o latinos de cualquier raza.